# 赫伯特·海纳
赫伯特·海纳（德語：Herbert Hainer，1954年7月3日—），德国经理人，现任阿迪达斯集团首席执行官及德国拜仁慕尼黑足球俱乐部监事会主席。

## 职业经历
海内于1979年加入消费日用品公司宝洁的德国公司。1987年他跳槽到阿迪达斯并担任过数个重要职位，刚开始，他担任过销售总监、销售执行官和阿迪达斯德国公司的总经理。1996年开始他担任负责欧洲、非洲和远东的高级副总裁，1997年他获得了董事职位。1999年他加入了董事会。在2001年3月他成为了董事会主席。
他于2014年接替因逃税获刑而辞职的乌利·赫内斯出任拜仁慕尼黑足球俱乐部监事会主席。
他也是总部位于慕尼黑的巴伐利亚保险银行（Bayerische Versicherungbank）的监事会成员，以及位于曼海姆的Engelhorn公司的监事会成员。

## 个人生活
海内1954年7月3日出生于德国巴伐利亚州丁戈尔芬，拥有企业经济学硕士学位（Diplom-Betriebswirt），已婚并有2个孩子。

## 所获成就
2003年他获得了经济领域的斑比奖（Bambi）。